# Mom (Fernsehserie)/Staffel 5
Die fünfte Staffel der US-amerikanischen Sitcom Mom feierte ihre Premiere am 2. November 2017 auf dem Sender CBS. Die deutschsprachige Erstausstrahlung wurde vom 2. Mai bis 11. Juli 2018 auf dem deutschen Pay-TV-Sender ProSieben Fun gesendet.
Infolge ihrer Schwangerschaft fehlte Jaime Pressly in den Episoden 8 bis 12, davor war sie teilweise nur noch bei Videoanrufen zu sehen. Die Autoren haben ihr zur Tarnung der Schwangerschaft eine Fresssucht mit anschließender Kur in ihre Rolle geschrieben.

## Darsteller
| Figur                       | Darsteller          | Deutscher Sprecher       |
| --------------------------- | ------------------- | ------------------------ |
| Christy Jolene Plunkett     | Anna Faris          | Marie Bierstedt          |
| Bonnie Plunkett             | Allison Janney      | Traudel Haas             |
| Marjorie Armstrong-Perugian | Mimi Kennedy        | Isabella Grothe          |
| Jill Kendall                | Jaime Pressly       | Natascha Geisler         |
| Wendy Harris                | Beth Hall           | Gabriele Schramm-Philipp |
| Adam Janikowski             | William Fichtner    | Peter Flechtner          |
| Nebendarsteller             |                     |                          |
| Natasha                     | Missi Pyle          | Dascha Lehmann           |
| Ray Stabler                 | Leonard Roberts     | Charles Rettinghaus      |
| Emily                       | Julia Lester        | Yamuna Kemmerling        |
| Beverly Tarantino           | Amy Hill            | Sonja Deutsch            |
| Patrick Janikowski          | Steven Weber        | Marcus Off               |
| Mary                        | Mary Pat Gleason    | Juana von Jascheroff     |
| Nora Rogers                 | Yvette Nicole Brown | Sandra Schwittau         |
| Mr. Munson                  | Charles Robinson    | Uli Krohm                |

## Episoden
| Nr. (ges.) | Nr. (St.) | Deutscher Titel                      | Originaltitel                              | Erstausstrahlung USA | Deutschsprachige Erstausstrahlung (D) | Regie         | Drehbuch                                                                                            | Zuschauer (USA) |
| --- | --------- | ------------------------------------ | ------------------------------------------ | -------------------- | ------------------------------------- | ------------- | --------------------------------------------------------------------------------------------------- | --------------- |
| 89 | 1         | Ein Antrag kommt selten allein       | Twinkle Lights and Grandma Shoes           | 2. Nov. 2017         | 2. Mai 2018                           | James Widdoes | Nick Bakay & Gemma Baker Idee: Adam Chase, Marco Pennette & Anne Flett-Giordano                     | 8,46 Mio.       |
| Eigentlich sollte Christy für ihre Prüfung zum Jura-Studium lernen, doch zuerst stört Bonnie dauernd, danach kommt Adam vorbei. Er hat jedoch ein wichtiges Anliegen, er will Bonnie einen Heiratsantrag machen. Christy gibt ihm ein paar gute Tipps, doch das Ganze läuft schief. Schließlich macht Bonnie Adam einen Antrag den er dann auch annimmt. Zudem braucht Natasha einen Job, aber sie meint, sie könne außer Stripperin sowieso nichts. Doch Christy schafft es, dass sie als Serviererin arbeiten kann. Schlussendlich besteht Christy trotz aller Widrigkeiten auch ihre Prüfung. |           |                                      |                                            |                      |                                       |               | |                 |
| 90 | 2         | Der Schnee im Handschuhfach          | Fish Town and Too Many Thank You’s         | 9. Nov. 2017         | 2. Mai 2018                           | James Widdoes | Eddie Gorodetsky & Susan McMartin Idee: Alissa Neubauer, Sheldon Bull & Britté Anchor               | 8,69 Mio.       |
| Bonnies Bruder Ray ist zu Besuch, er gibt vor, seit drei Monaten clean zu sein. Schnell freundet er sich mit Adam an und sie besuchen zusammen ein Basketball-Spiel. Da sie mit Adams Wagen unterwegs sind, nehmen Bonnie und Christy den Mercedes von Ray. Als sie auf der Autobahn von einer Polizei-Streife angehalten werden, findet Christy bei der Suche nach den Fahrzeugpapieren Kokain und Haschisch im Handschuhfach. Bonnie und Christy konfrontieren ihn damit, zunächst versucht er alles zu leugnen, gibt dann aber zu, dass er ab und zu etwas nimmt. Am nächsten Morgen flüchtet er aus dem Haus, bevor die beiden Frauen aufgestanden sind. Auch Adam kann ihn nicht zurückhalten. Später finden sie heraus, dass er sich von seinem Mann David getrennt und auch finanzielle Probleme hat. |           |                                      |                                            |                      |                                       |               | |                 |
| 91 | 3         | Zwischen zwei Ärschen                | A Seafaring Ancestor and a Bloomin' Onion  | 16. Nov. 2017        | 9. Mai 2018                           | James Widdoes | Susan McMartin & Anne Flett-Giordano Idee: Nick Bakay, Sheldon Bull & Britté Anchor                 | 8,39 Mio.       |
| Christy muss mit ihrem Studienkollegen Cooper ein Referat vorbereiten. Da er viel jünger ist als sie, haben sie verschiedene Ansichten über die Zusammenarbeit. Als er sie aber nach der Arbeit in eine Bar einlädt und sie bei einem Quiz gewinnen, funkt es doch noch zwischen den beiden. Bonnie besorgt Natasha eine schäbige Wohnung in ihrer Siedlung, damit ihre Tochter Emily bei ihr einziehen kann. Jill ist deswegen traurig, da sie nun wieder alleine ist. Aber der Start von Natasha und Emily läuft harzig, Natasha meint sie sei keine gute Mutter. Doch Jill kann sie trösten, denn Emily hat nur Mühe ihre Gefühle zu zeigen. |           |                                      |                                            |                      |                                       |               | |                 |
| 92 | 4         | Softeis im Swimmingpool              | Fancy Crackers and a Nashville Minute      | 23. Nov. 2017        | 9. Mai 2018                           | James Widdoes | Chuck Lorre, Eddie Gorodetsky & Gemma Baker Idee: Warren Bell & Marco Pennette                      | 7,89 Mio.       |
| Christy kümmert sich um die Anmeldung ans College. Da aber das Geld knapp ist, sucht sie zusammen mit Bonnie nach Einsparungen. Sie entscheiden sich dazu, Internet und Kabelfernsehen zu streichen. Natasha erzählt freudig von ihrer neuen Bekanntschaft, die zufällig Musikproduzent ist. Christy warnt sie davor, dass die Männer sowieso nur das eine wollen. Trotzdem geht sie mit ihm nach Los Angeles und kehrt überglücklich zurück, um gleich Christy zu berichten, dass sie sich getäuscht hat. Jill hat eine Sinnkrise und beschließt, in ein Sanatorium zu gehen um sich zu kurieren. |           |                                      |                                            |                      |                                       |               | |                 |
| 93 | 5         | Bonnies gute Seite                   | Poodle Fuzz and a Twinge of Jealousy       | 30. Nov. 2017        | 16. Mai 2018                          | James Widdoes | Alissa Neubauer & Adam Chase Idee: Marco Pennette & Anne Flett-Giordano                             | 8,59 Mio.       |
| Als Bonnie mit Adam in der Stadt unterwegs ist, stolpert sie über einen Randstein und stürzt unglücklich. Dabei verletzt sie sich an beiden Knöcheln. Da sie nicht gehen kann, ist sie nun wie Adam auf einen Rollstuhl angewiesen, zudem gibt sie Christy die Schuld daran, weil sie ihr gerade eine SMS schrieb, als es passierte. Christy muss nun die Hauswartaufgaben ihrer Mutter übernehmen und stellt dabei fest, dass Bonnie gegenüber den Mietern sehr hilfsbereit war, was sie ihr nie zugetraut hatte. Bonnie selbst versucht die Situation im Rollstuhl auszunutzen, als sie mit Adam in einem Restaurant essen gehen will und darauf pocht, dass sie einen Tisch bekommen. Adam schämt sich für sie und Bonnie erkennt, dass es gar nicht so einfach ist, ein Leben im Rollstuhl zu führen. |           |                                      |                                            |                      |                                       |               | |                 |
| 94 | 6         | Verliebte Brüder                     | Smooth Jazz and a Weird Floaty Eye         | 7. Dez. 2017         | 16. Mai 2018                          | James Widdoes | Nick Bakay, Sheldon Bull & Britté Anchor Idee: Eddie Gorodetsky & Susan McMartin                    | 8,78 Mio.       |
| Adam will alleine ausgehen, Bonnie will wissen, weshalb sie nicht mitkommen darf. Er gesteht ihr, dass er sich mit seinem Bruder Patrick trifft und etwas Geschäftliches besprechen muss. Bonnie ist erstaunt darüber, dass er bisher noch nichts von ihm erwähnt hat. Sie überredet Adam, dass sie mitkommt und so gehen sie gemeinsam in Christys Restaurant. Doch bald merkt Bonnie, dass sich die beiden nicht leiden können und will von Adam wissen wieso. Christy hingegen findet Patrick sehr sympathisch und als sie später am Aufräumen ist, taucht er wieder auf. Sie verabreden sich für den nächsten Abend. Christy will natürlich wissen, wieso es zwischen ihm und Adam so schlecht läuft. Er erzählt ihr das komplette Gegenteil von dem, was Adam gesagt hat. So bleibt den beiden Frauen nichts anderes übrig, als die Brüder unter einem Vorwand zusammenzubringen, damit sie sich aussprechen können. |           |                                      |                                            |                      |                                       |               | |                 |
| 95 | 7         | Der Albtraum von der Zukunft         | Too Many Hippies and Huevos Rancheros      | 14. Dez. 2017        | 23. Mai 2018                          | James Widdoes | Eddie Gorodetsky, Gemma Baker & Warren Bell Idee: Nick Bakay & Susan McMartin                       | 8,65 Mio.       |
| Christy ist gerade unterwegs mit Patrick zum Abendessen als sie Bonnie anruft um ihr mitzuteilen, dass Marjories Mann Victor einen Schlaganfall hatte. Sie will natürlich Marjorie unterstützen und Patrick hat auch Verständnis dafür. Dabei beginnt sie aber darüber nachzudenken, wie ihre Beziehung zu Patrick weitergehen soll, da er demnächst nach Santa Cruz zurückkehren wird. Als sie zwei Wochen später zusammen mit Bonnie von einem Besuch bei Marjorie nach Hause kommt, ist Patrick überraschend auch da. Sie holen das verpasste Essen nach, aber sie kommt früher zurück, als Bonnie und Adam dies erwartet haben. Dabei stellt sich heraus, dass sie Patrick erschreckt hat, weil sie laut darüber nachdachte, wie es in dreißig Jahre sein wird. Um die Sache zu klären, besucht sie ihn am nächsten Morgen in seinem Hotelzimmer und sie einigen sich darauf, es langsam anzugehen. |           |                                      |                                            |                      |                                       |               | |                 |
| 96 | 8         | Fremde Pos in meinem Höschen         | An Epi-Pen and a Security Cat              | 21. Dez. 2017        | 23. Mai 2018                          | James Widdoes | Nick Bakay, Marco Pennette & Anne Flett-Giordano Idee: Warren Bell, Adam Chase & Alissa Neubauer    | 8,85 Mio.       |
| Während Christy und Bonnie am Treffen der Anonymen Alkoholiker sind, wird bei ihnen zu Hause eingebrochen. Viele Wertsachen hat es nicht, aber das Notebook von Christy ist auch weg und da ist ihre ganze Arbeit für die Uni darauf. Wendy findet zufällig bei Ebay eine Auktion mit Christys Notebook. Sie verfolgen den Anbieter zurück, als sie bei ihm an die Türe klopfen staunen sie nicht schlecht, denn es öffnet Mary, die auch regelmäßig an ihren Treffen teilnimmt. So müssen sie zuerst einen Vorwand finden, weshalb sie hier sind. Schließlich fragen sie dennoch, ob sie alleine hier lebt und erklären ihr, was passiert ist. Mary gesteht, dass ihr Enkel bei ihr wohnt, aber sie ist so schockiert darüber, dass sie ihn verdächtigen, dass sie sie rausschmeißt. Am nächsten Treffen stellen sich alle die Frage, ob Mary auch kommt, als sie plötzlich mit einer Tasche in der Türe steht. Sie hat die gestohlenen Sachen im Zimmer ihres Enkels gefunden. |           |                                      |                                            |                      |                                       |               | |                 |
| 97 | 9         | Feuern verboten!                     | Teenage Vampires and a White Russian       | 4. Jan. 2018         | 30. Mai 2018                          | James Widdoes | Sheldon Bull, Anne Flett-Giordano & Michael Shipley Idee: Nick Bakay & Alissa Neubauer              | 9,88 Mio.       |
| Christy hat ein Problem mit ihrem neuen Chef Geoffrey, er will ihr kündigen, weil sie ständig zu spät zur Arbeit kommt. Aber sie lässt sich nicht so einfach ausbooten. Sie geht einfach immer wieder hin und tut so als ob nichts wäre, bis sie ins Büro zitiert wird, wo der Vorgesetzte von Geoffrey wartet. Doch als sie ihm erzählt, was sie alles über den Betrieb weiß, das schiefläuft, ist die Kündigung kein Thema mehr. Adam bekommt einen Anruf von Ray, weil er im Gefängnis sitzt und jemand die Kaution bezahlen muss. Bonnie fühlt sich übergangen und zwingt Adam dazu, dass er sie und Christy mitnimmt. Adam ist bereit, Ray bei sich aufzunehmen. Wie sich herausstellt, nimmt Ray aber wieder Kokain. Bonnie will für ihn einen Therapieplatz organisieren, er lässt sich aber nicht helfen. Also setzt ihn Adam auf die Straße. So versucht er bei Bonnie unterzukommen, sie lehnt aber ab, weil sie weiß, dass er nur so zur Besinnung kommen wird. |           |                                      |                                            |                      |                                       |               | |                 |
| 98 | 10        | Ein Kerl namens Christy              | A Bear and a Bladder Infection             | 11. Jan. 2018        | 30. Mai 2018                          | James Widdoes | Gemma Baker, Adam Chase & Susan McMartin Idee: Eddie Gorodetsky, Marco Pennette & Britté Anchor     | 9,54 Mio.       |
| Christy vermisst Patrick, auch mit den Anrufen klappt es nicht, da sie unterschiedliche Tagesabläufe haben. In der Uni trifft sie zufällig auf Cooper, mit dem sie einmal eine Affäre hatte. Prompt landen sie wieder zusammen im Bett, für Christy ist es nur Sex, aber Cooper hat sich in sie verliebt. Bonnie weiß davon, aber Adam nicht. Als sie eines Abends spät nach Hause kommt und Adam sich Sorgen gemacht hat, wo sie so lange war, beichtet sie ihm, bittet ihn aber, seinem Bruder nichts zu sagen. Später erklärt sie Cooper, dass sie eigentlich einen Freund hat und setzt sich ins Auto, um zu Patrick nach Santa Cruz zu fahren. |           |                                      |                                            |                      |                                       |               | |                 |
| 99 | 11        | Romantik mit Hindernissen            | Sex Fog and Some Kind of Doodle            | 18. Jan. 2018        | 6. Juni 2018                          | James Widdoes | Adam Chase, Alissa Neubauer & Susan McMartin Idee: Marco Pennette, Michael Shipley & Britté Anchor  | 9,26 Mio.       |
| Bonnie und Adam sind zu einer Hochzeit eingeladen. Als sie das Programm sehen, sind sie überzeugt, dass es eine langweilige Feier wird. Doch danach sind ihre Meinungen geteilt, Bonnie will nun doch in der Kirche heiraten. Doch Adam steht der Sache skeptisch gegenüber, denn sie haben sich ja noch nicht einmal auf einen Termin geeinigt. Christy steckt auf dem Weg nach Santa Cruz im Stau und ist sich plötzlich nicht mehr sicher, ob sie das Richtige macht. Als sie dann bei Patrick angekommen ist, fühlt sie sich in seinem Wohnzimmer unwohl, weil er erwähnt, dass seine Ex-Frau alles eingerichtet hat. So schlägt er vor, in ein Hotel zu gehen. Dort ist es aber sehr laut, weil das Paar im Nachbarzimmer wilden Sex hat. So fahren sie mit dem Auto herum und entschließen sich, mit dem Sex bis am nächsten Tag zu warten. Doch dann gesteht Christy, dass sie nicht treu war und flüchtet nach Hause. Als sie am Abend von der Arbeit nach Hause kommt, überrascht sie Patrick mit einem Wohnzimmer voller Blumen und verzeiht ihr. |           |                                      |                                            |                      |                                       |               | |                 |
| 100 | 12        | Verleih’ nie Kohle an eine Plunkett! | Push-Down Coffee and a Working Turn Signal | 1. Feb. 2018         | 6. Juni 2018                          | James Widdoes | Eddie Gorodetsky & Gemma Baker Idee: Chuck Lorre & Nick Bakay                                       | 9,11 Mio.       |
| Als Christy auf dem Heimweg von Santa Cruz ist, hat ihr Auto eine Panne. Schnell stellt sich heraus, dass es sich nicht mehr lohnt, den Wagen zu reparieren. Da Christy kein Geld für einen Neukauf hat, bietet Adam ihr an, das nötige Geld auszuleihen. Sie lehnt aber ab und fährt das nächste Mal mit dem Bus und dem Zug zu Patrick. Auch er will ihr das Geld ausleihen, doch Christy ist zu stolz, es anzunehmen. Nachdem sie auf dem Rückweg im Bus eingeschlafen und im Nirgendwo gelandet ist, holt Adam sie ab. Christy ist nun bereit, das Angebot von Adam anzunehmen und geht zu ihrem Ex-Mann Baxter, um einen neuen Wagen zu kaufen. Als sie ihn danach Patrick vorführt, will er natürlich wissen, woher sie nun das Geld hat. Sie behauptet, dass Baxter ihr das Auto bezahlt hat. Da Patrick nun meint, sie hätte wieder etwas mit Baxter, muss Christy ihm die Wahrheit sagen. Patrick will daraufhin Adam das Geld geben, aber sie bekommen Streit deswegen. Christy entschließt sich deshalb, den Wagen zurückzugeben, aber Baxter akzeptiert es nicht. Er schenkt ihr den Wagen. |           |                                      |                                            |                      |                                       |               | |                 |
| 101 | 13        | Jill zieht andere Saiten auf         | Pudding and a Screen Door                  | 1. März 2018         | 6. Juni 2018                          | James Widdoes | Nick Bakay, Gemma Baker & Britté Anchor Idee: Eddie Gorodetsky, Adam Chase & Susan McMartin         | 9,01 Mio.       |
| Jill ist zurück aus der Kur und hat 50 Kilo abgenommen. Aber sie hatte auch Zeit um über ihr Leben nachzudenken. Als sich die fünf Frauen erstmals wieder in ihrem Bistro treffen, ist Jill nicht mehr bereit, für alle zu bezahlen. Christy schlägt deshalb einen anderen Treffpunkt vor, wo das Essen günstiger ist, doch das passt Jill nicht, weil es unter ihrem Niveau ist. Sie ist enttäuscht und geht an ein anderes Treffen der Anonymen Alkoholiker und klagt dort darüber, dass man nur Freunde hat, solange man für sie bezahlt. Bonnie ist zufällig auch dort und spricht danach mit ihr. Dabei wird ihr klar, dass es nicht richtig ist, dass man den Reichtum von Jill ausnutzt. Christy hat kein Glück mit ihren Bewerbungen für eine Universität, sie bekommt auch von der, die sonst alle annimmt, eine Absage. Als sie sich in der Mensa mit den anderen Studenten trifft, die ihre Aufnahmen feiern, ist sie kurz davor, wieder Alkohol zu trinken. Aber ein Anruf rettet sie in letzter Sekunde. |           |                                      |                                            |                      |                                       |               | |                 |
| 102 | 14        | Die Macht der Miranda                | Charlotte Brontë and a Backhoe             | 8. März 2018         | 13. Juni 2018                         | James Widdoes | Nick Bakay, Warren Bell & Britté Anchor Idee: Marco Pennette, Adam Chase & Susan McMartin           | 9,06 Mio.       |
| Nachdem Jill Probleme mit ihrer Selbstdisziplin bekommen hat, bittet sie ihre Mentaltrainerin Miranda um Hilfe. Bonnie und Christy denken zunächst, dass dies nur Hokuspokus ist, aber Christy lässt sich dann doch von ihr behandeln, weil sie es nicht verkraftet, dass keine Uni sie aufgenommen hat. Danach ist sie wieder voller Selbstvertrauen und geht zur Aufnahmestelle, um nachzuhaken. Daraufhin lässt sich auch Bonnie von Miranda behandeln, dabei holt sie ihre Vergangenheit als schlechte Mutter ein. Jill versucht den Rat von Miranda, einen halben Cookie zu essen und dann aufzuhören, umzusetzen. Leider mit geringem Erfolg: sie ertränkt ihren Kummer in Alkohol. |           |                                      |                                            |                      |                                       |               | |                 |
| 103 | 15        | Nüchtern betrachtet                  | Esta Loca and a Little Klingon             | 29. März 2018        | 13. Juni 2018                         | Lea Thompson  | Alissa Neubauer, Anne Flett-Giordano & Michael Shipley Idee: Sheldon Bull & Susan McMartin          | 8,56 Mio.       |
| Patrick ist über das Wochenende zu Besuch bei Christy, damit sie gemeinsam seinen Geburtstag feiern können. Aber da Jill wieder einen Rückfall hat, müssen sich Bonnie und Christy um sie kümmern. Beim nächsten Meeting sieht es so aus, als ob sich Jill gefangen hat, aber als Patrick, Christy, Bonnie und Adam beim Geburtstagsessen sind, erreicht sie ein Anruf von Soledad, der Haushälterin von Jill. Christy will sofort wieder zu ihr, aber Bonnie anerbietet sich, alleine zu gehen. Da Patrick merkt, dass Christy mit ihren Gedanken nicht mehr bei ihm ist, schickt er sie auch zu Jill. Adam feiert dann den Geburtstag von Patrick alleine mit ihm, dabei erklärt er ihm, dass er sich damit abfinden muss, dass immer etwas passieren kann. Später zu Hause muss Patrick feststellen, dass er nicht einmal die Nacht zusammen mit Christy in ihrem Bett verbringen kann, weil Jill dort ihren Rausch ausschläft. Am nächsten Morgen lernt Patrick Jill kennen und merkt, dass sie wirklich Hilfe braucht und sie erzählt ihm, dass Christy von Anfang an immer für die da war. Bevor er geht, spricht er mit Christy und erklärt ihr, dass er Mühe hat zu akzeptieren, dass da immer etwas zwischen ihnen stehen wird. |           |                                      |                                            |                      |                                       |               | |                 |
| 104 | 16        | Trost auf vier Pfoten                | Eight Cats and the Hat Show                | 5. Apr. 2018         | 20. Juni 2018                         | James Widdoes | Eddie Gorodetsky, Gemma Baker & Warren Bell Idee: Nick Bakay, Alissa Neubauer & Adam Chase          | 8,34 Mio.       |
| Nachdem der Hund von Adam gestorben ist, findet er keinen Halt mehr. Bonnie versucht ihn aufzumuntern, indem sie ihm einen Welpen aus dem Tierheim bringt. Aber Adam lässt sich nicht darauf ein. Nun hat Bonnie einen Hund, den sie eigentlich gar nicht will. So versucht sie Marjorie zu überreden, den Hund zu nehmen, sie hat aber mit ihren Katzen genug zu tun. Schließlich lenkt Adam doch ein und freut sich am Geschenk. Nun hat der Hund aber noch keinen Namen. Patrick hat mit Christy Schluss gemacht, weil sie es abgelehnt hat, zu ihm nach Santa Cruz zu ziehen. Nun weiß sie nicht, ob sie das Richtige gemacht hat. Zur Ablenkung lädt Jill sie zu einer Shoppingtour ein. Dabei treffen sie auf die neue Frau von Jills Ex-Mann. Da sie Christy nicht kennt, soll sie sie für Jill ausfragen. Doch danach ist Jill noch deprimierter als Christy. Doch sie können sich gegenseitig trösten, weil Christy zur Einsicht gelangt, dass sie Patrick nicht wirklich geliebt hat, sonst wäre sie nach Santa Cruz gegangen. |           |                                      |                                            |                      |                                       |               | |                 |
| 105 | 17        | Trouble mit Tammy                    | Crazy Snakes and a Clog to the Head        | 12. Apr. 2018        | 20. Juni 2018                         | James Widdoes | Nick Bakay, Sheldon Bull & Michael Shipley Idee: Susan McMartin & Anne Flett-Giordano               | 8,94 Mio.       |
| Als die Gruppe ein Meeting in einem Frauengefängnis abhält, wird Bonnie unvermittelt von einer Frau namens Tammy angegriffen, die behauptet sie zu kennen. Bonnie kann sich aber nicht an sie erinnern, bis eine Bemerkung von Wendy sie auf die richtige Spur bringt: als Bonnie als Jugendliche bei einer Pflegefamilie war, kam Tammy auch dorthin. Weil sie neidisch auf sie war, hat sie sie mit einem Joint zum Drogenkonsum verführt und damit ihren Rausschmiss aus der Pflegefamilie provoziert. Nun hat Bonnie ein schlechtes Gewissen, weil sie meint, sie sei schuld daran, dass Tammy nun im Gefängnis sitzt. Sie bietet ihre Hilfe an, aber Tammy lehnt zunächst ab. Als sie beim zweiten Besuch Christy mitbringt und ihr verspricht, dass sich Christy mit einem Anwalt um ihre Sache kümmern wird, kann Tammy ihr vergeben. |           |                                      |                                            |                      |                                       |               | |                 |
| 106 | 18        | Gut betreut und nichts bereut        | Spaghetti Sauce and a Dumpster Fire        | 19. Apr. 2018        | 27. Juni 2018                         | James Widdoes | Anne Flett-Giordano & Michael Shipley Idee: Gemma Baker & Susan McMartin                            | 8,82 Mio.       |
| Als Christy im Supermarkt einkauft, sieht sie zufällig wie Marjorie an der Fleischtheke den Verkäufer zurechtweist, weil er sie in der Reihenfolge übergangen hat. Nachdem Marjorie sich beim nächsten Treffen nicht wieder beruhigt hat, sucht sich Christy eine neue Betreuerin, die für sie da ist, wenn sie ein Problem hat. Bonnie geht aber zu Marjorie, weil sie wissen will, was los ist. Dabei stellt sich heraus, dass Marjorie seit fast einem Jahr selbst keine Betreuerin mehr hat und nun langsam merkt, das ihr etwas fehlt, weil sie mit niemandem mehr über ihre Probleme reden kann. Christy hat unterdessen ein Date mit einem Schuhverkäufer, aus Rache weil ihr Ex Patrick mit einer anderen Frau in die Ferien gefahren ist. Obwohl sie beim Date keinerlei Gefühle entwickelte, bestärkt sie ihre neue Betreuerin Rita, trotzdem an ein zweites Date zu gehen. |           |                                      |                                            |                      |                                       |               | |                 |
| 107 | 19        | Unmut schützt vor Strafe nicht       | A Taco Bowl and a Tubby Seamstress         | 26. Apr. 2018        | 27. Juni 2018                         | James Widdoes | Eddie Gorodetsky, Adam Chase & Alissa Neubauer Idee: Nick Bakay, Marco Pennette & Warren Bell       | 8,31 Mio.       |
| Bonnie erhält Besuch von Rita, der neuen Besitzerin ihrer Siedlung, die sie von ihrem Ex-Mann übernommen hat. Sie setzt auf mehr Qualität, weil sie etwas verdienen will. Deshalb überreicht sie Bonnie eine Liste mit Dingen, die dringend in Ordnung gebracht werden müssen und eine zweite Liste mit den Mietern, die mit der Miete im Rückstand sind. Christy hat Angst, dass sich ihre Mutter nicht genügend anstrengt und sie deshalb rausgeworfen werden. Bonnie beklagt sich bei Marjorie, weil sie mit dem Job unzufrieden ist und er nicht das ist, was sie eigentlich will. Marjorie erklärt Bonnie, dass sie froh sein soll, überhaupt einen Job zu haben, er ist ein erster Schritt in die richtige Richtung. Als Bonnie danach bei Mr. Munson – dem blinden Mieter – vorbeigeht, weil er mit der Miete im Rückstand ist, merkt sie erst, wie gut es ihr eigentlich geht. Mr. Munson kann die Miete nicht bezahlen, weil er das ganze Geld für Medikamente braucht, da er an Krebs erkrankt ist. |           |                                      |                                            |                      |                                       |               | |                 |
| 108 | 20        | Das Sandwich des Grauens             | Ocular Fluid and Fighting Robots           | 3. Mai 2018          | 4. Juli 2018                          | James Widdoes | Sheldon Bull, Michael Shipley & Britté Anchor Idee: Gemma Baker, Adam Chase & Anne Flett-Giordano   | 8,63 Mio.       |
| Christy fragt sich, ob sie weiterhin mit ihrer Mutter zusammenleben soll, da sie in letzter Zeit unausstehlich geworden ist. Sie fragt ihre neue Betreuerin Nora um Rat, die empfiehlt ihr, auszuziehen, falls sie unzufrieden mit der Situation ist. So zieht Christy zu Wendy in ihre WG, aber als beim Essen nur über Geschichten aus dem Krankenhaus gesprochen wird, hält sie es nicht aus. Nora macht Christy klar, dass sie, wenn sie mit ihrer Mutter zusammenleben will, auch nett zu ihr sein soll. Dies kostet Christy viel Überwindung, aber sie schafft es. Nur meint Bonnie nun, es sei Adam, der die Wohnung aufräumt. Dabei hatte sie gerade Probleme mit ihm, weil sie fand, dass er seit sie verlobt sind, nicht mehr das gleiche Engagement in ihre Beziehung einbringt. Christy ist nun frustriert, weil Adam alles Lob einheimst, aber sie freut sich auch darüber, dass die beiden ihre Differenzen beilegen konnten. |           |                                      |                                            |                      |                                       |               | |                 |
| 109 | 21        | Rückschritt in Reno                  | Phone Confetti and a Wee Dingle            | 10. Mai 2018         | 4. Juli 2018                          | James Widdoes | Eddie Gorodetsky, Nick Bakay & Alissa Neubauer Idee: Warren Bell, Marco Pennette & Susan McMartin   | 9,08 Mio.       |
| Als Christy erfährt, dass ihr Ex-Freund Patrick heiraten will, ist sie ziemlich niedergeschlagen. Bonnie und Adam haben ein Weekend in Reno geplant, Adam findet aber, Bonnie sollte lieber Christy mitnehmen, damit sie ein wenig Ablenkung hat. Auf dem Weg nach Reno halten sie an, weil Christy ein Eis kaufen will. Währenddessen wird Bonnie von einem Polizisten kontrolliert, weil an Christys Wagen keine Nummernschilder sind. Dabei stellt sich heraus, dass Bonnie noch unbezahlte Bussen von über 2000 Dollar von früher hat. Sie landet deswegen in der Arrestzelle der Polizeistation, Christy bittet derweil Adam ihr das Geld zu überweisen. Der nächste Geldautomat befindet sich in einem Casino und Christy kann der Versuchung nicht widerstehen, verspielt aber das ganze Geld. So fragt sie Jill, ob sie ihr das Geld überweisen kann. Doch auch dieses Geld verliert sie beim Spielen. Als sie dann wieder in der Polizeistation aufkreuzt und ihrer Mutter gesteht, was passiert ist, lässt sie der Polizist gehen, ohne zu bezahlen, weil Bonnie ihm ein paar gute Ratschläge zum Umgang mit seiner problematischen Tochter gegeben hat.                                                                       |           |                                      |                                            |                      |                                       |               | |                 |
| 110 | 22        | Verspielt und verloren               | Diamond Earrings and a Pumpkin Head        | 10. Mai 2018         | 11. Juli 2018                         | James Widdoes | Warren Bell, Marco Pennette & Alissa Neubauer Idee: Eddie Gorodetsky, Sheldon Bull & Susan McMartin | 7,97 Mio.       |
| Christys Abschlussfeier steht bevor, zudem ist sie nun seit fünf Jahren trocken. Ihre Freundinnen schenken ihr deshalb diamantene Ohrringe. Als sie am Abend vor der Feier nach der Arbeit ihr Trinkgeld zählt, lädt sie Chefkoch Rudy zu einer Pokerrunde ein. Christy kann nicht widerstehen und verliert alles Geld und ihre Ohrringe. Als Christy nach der Feier beichtet, was passiert ist, erhält sie eine Standpauke von Bonnie. Sie läuft davon, doch Bonnie findet sie und redet ihr nochmals ins Gewissen. Nach dem nächsten Treffen der Anonymen Alkoholiker merkt Christy, dass sie sich ihrem Problem stellen muss und besucht auch noch ein Treffen der Anonymen Spieler. Als sie danach nach Hause kommt, hat Bonnie eine Überraschung für sie: sie hat doch noch einen Studienplatz bekommen. |           |                                      |                                            |                      |                                       |               | |                 |

## DVD-Veröffentlichung
In den Vereinigten Staaten wurde die DVD zur fünften Staffel am 4. September 2018 veröffentlicht. In Deutschland ist die DVD zur fünften Staffel bisher nicht erschienen.